# Championnat de Bolivie de football 1977
Navigation
Saison 1959 Saison suivante 1978
La saison 1977 du Championnat de Bolivie de football est la troisième édition du championnat de première division en Bolivie. Les seize meilleures formations du pays disputent le championnat, organisé en quatre phases :
- la première phase voit les seize équipes réparties en deux poules, où les clubs rencontrent deux fois leurs adversaires, à domicile et à l'extérieur. Les cinq premiers de chaque poule accèdent à la deuxième phase.
- lors de la deuxième phase, les dix clubs sont à nouveau répartis en deux poules, où les clubs rencontrent deux fois leurs adversaires, à domicile et à l'extérieur. Les deux premiers de chaque poule accèdent à la troisième phase.
- la troisième phase prend la forme d'une poule unique où les quatre qualifiés se rencontrent deux fois. Les deux premiers se qualifient pour la finale nationale.
- la quatrième phase correspond à la finale nationale disputée sur un seul match entre les deux clubs issus de la troisième phase.

Il n'y a ni promotion, ni relégation à l'issue de la saison.
C'est The Strongest La Paz qui remporte la compétition après avoir battu en finale Oriente Petrolero. C'est le tout premier titre de champion de l'histoire du club.

## Qualifications continentales
Le vainqueur du championnat ainsi que le finaliste se qualifient pour la phase de groupes de la Copa Libertadores 1978.

## Les clubs participants
| - Jorge Wilstermann Cochabamba - Deportivo Municipal La Paz - Aurora Cochabamba - San José Oruro - Oriente Petrolero - Bolivar La Paz - Real Santa Cruz - Independiente Unificada Potosi | - Club Always Ready - Club Deportivo Guabirá - Club Blooming - 20 de Agosto Beni - The Strongest La Paz - Petrolero Cochabamba - Stormers Sucre - Bata Cochabamba |

## Compétition
Le barème utilisé pour établir l'ensemble des classements est le suivant :
- Victoire : 2 points
- Match nul : 1 point
- Défaite : 0 point

### Première phase
Groupe A :
| Rang | Équipe                         | Pts | J  | G | N | P  | Bp | Bc | Diff |
| ---- | ------------------------------ | --- | -- | - | - | -- | -- | -- | ---- |
| 1    | Oriente Petrolero              | 18  | 14 | 8 | 2 | 4  | 28 | 20 | +8   |
| 2    | Bolivar La Paz                 | 17  | 14 | 7 | 3 | 4  | 34 | 16 | +18  |
| 3    | Club Always Ready              | 15  | 14 | 5 | 5 | 4  | 22 | 17 | +5   |
| 4    | Club Deportivo Guabirá         | 15  | 14 | 5 | 5 | 4  | 29 | 25 | +4   |
| 5    | Bata Cochabamba                | 15  | 14 | 6 | 3 | 5  | 19 | 17 | +2   |
| 6    | Aurora Cochabamba              | 14  | 14 | 5 | 4 | 5  | 19 | 23 | -4   |
| 7    | Independiente Unificada Potosi | 14  | 14 | 6 | 2 | 6  | 20 | 25 | -5   |
| 8    | Stormers Sucre                 | 4   | 14 | 0 | 4 | 10 | 13 | 41 | -28  |

|  | Qualification pour la phase suivante |

Groupe B :
| Rang | Équipe                       | Pts | J  | G  | N | P  | Bp | Bc | Diff |
| ---- | ---------------------------- | --- | -- | -- | - | -- | -- | -- | ---- |
| 1    | The Strongest La Paz         | 22  | 14 | 10 | 2 | 2  | 38 | 16 | +22  |
| 2    | Petrolero Cochabamba         | 22  | 14 | 9  | 4 | 1  | 39 | 19 | +20  |
| 3    | Club Blooming                | 16  | 14 | 7  | 2 | 5  | 33 | 27 | +6   |
| 4    | Jorge Wilstermann Cochabamba | 16  | 14 | 6  | 4 | 4  | 30 | 27 | +3   |
| 5    | San José Oruro               | 15  | 14 | 6  | 3 | 5  | 33 | 24 | +9   |
| 6    | Deportivo Municipal La Paz   | 12  | 14 | 5  | 2 | 7  | 26 | 31 | -5   |
| 7    | 20 de Agosto Beni            | 5   | 14 | 2  | 1 | 11 | 22 | 55 | -33  |
| 8    | Real Santa Cruz              | 4   | 14 | 1  | 2 | 11 | 15 | 37 | -22  |

|  | Qualification pour la phase suivante |

### Deuxième phase
Groupe A :
| Rang | Équipe                       | Pts | J | G | N | P | Bp | Bc | Diff |
| ---- | ---------------------------- | --- | - | - | - | - | -- | -- | ---- |
| 1    | Oriente Petrolero            | 11  | 8 | 4 | 3 | 1 | 11 | 6  | +5   |
| 2    | Jorge Wilstermann Cochabamba | 10  | 8 | 4 | 2 | 2 | 14 | 10 | +4   |
| 3    | Club Always Ready            | 8   | 8 | 3 | 2 | 3 | 13 | 17 | -4   |
| 4    | Petrolero Cochabamba         | 6   | 8 | 1 | 4 | 3 | 8  | 10 | -2   |
| 5    | Bata Cochabamba              | 5   | 8 | 2 | 1 | 5 | 11 | 14 | -3   |

|  | Qualification pour la phase suivante |

Groupe B :
| Rang | Équipe                 | Pts | J | G | N | P | Bp | Bc | Diff |
| ---- | ---------------------- | --- | - | - | - | - | -- | -- | ---- |
| 1    | Bolivar La Paz         | 11  | 8 | 5 | 1 | 2 | 17 | 13 | +4   |
| 2    | The Strongest La Paz   | 9   | 8 | 4 | 1 | 3 | 16 | 12 | +4   |
| 3    | Club Blooming          | 9   | 8 | 4 | 1 | 3 | 15 | 10 | +5   |
| 4    | San José Oruro         | 9   | 8 | 4 | 1 | 3 | 15 | 16 | -1   |
| 5    | Club Deportivo Guabirá | 2   | 8 | 1 | 0 | 7 | 7  | 19 | -12  |

|  | Qualification pour la phase suivante |
|  | Participation au barrage             |

Barrages du groupe B :
| Rang | Équipe               | Pts | J | G | N | P | Bp | Bc | Diff |
| ---- | -------------------- | --- | - | - | - | - | -- | -- | ---- |
| 1    | The Strongest La Paz | 4   | 2 | 2 | 0 | 0 | 7  | 1  | +6   |
| 2    | Club Blooming        | 1   | 2 | 0 | 1 | 1 | 2  | 6  | -4   |
| 3    | San José Oruro       | 1   | 2 | 0 | 1 | 1 | 3  | 5  | -2   |

|  | Qualification pour la phase suivante |

### Troisième phase
| Rang | Équipe                       | Pts | J | G | N | P | Bp | Bc | Diff |
| ---- | ---------------------------- | --- | - | - | - | - | -- | -- | ---- |
| 1    | Oriente Petrolero            | 8   | 6 | 4 | 0 | 2 | 13 | 9  | +4   |
| 2    | The Strongest La Paz         | 8   | 6 | 4 | 0 | 2 | 12 | 10 | +2   |
| 3    | Bolivar La Paz               | 4   | 6 | 2 | 0 | 4 | 10 | 9  | +1   |
| 4    | Jorge Wilstermann Cochabamba | 4   | 6 | 2 | 0 | 4 | 9  | 16 | -7   |

|  | Qualification pour la finale nationale et la Copa Libertadores 1978 |

### Finale nationale
| Équipe 1             | Résultat | Équipe 2          |
| -------------------- | -------- | ----------------- |
| The Strongest La Paz | 3 - 1    | Oriente Petrolero |

## Bilan de la saison
| Championnat de Bolivie de football 1977 |                                  |
| Champion                                | The Strongest La Paz (1er titre) |
| Qualifications continentales            |                                  |
| Copa Libertadores 1978                  | The Strongest La Paz             |
| Copa Libertadores 1978                  | Oriente Petrolero                |
| Promotions et relégations               |                                  |
| Promus en Primera División              | Aucun                            |
| Relégués en Segunda División            | Aucun                            |